# Blatten
Blatten (toponimo tedesco) è un comune svizzero di 303 abitanti del Canton Vallese, nel distretto di Raron Occidentale.

## Geografia fisica
È il comune più elevato (1 540 m s.l.m.) ed esteso (90,63 km²) della Lötschental.

## Storia

### La frana del 2025

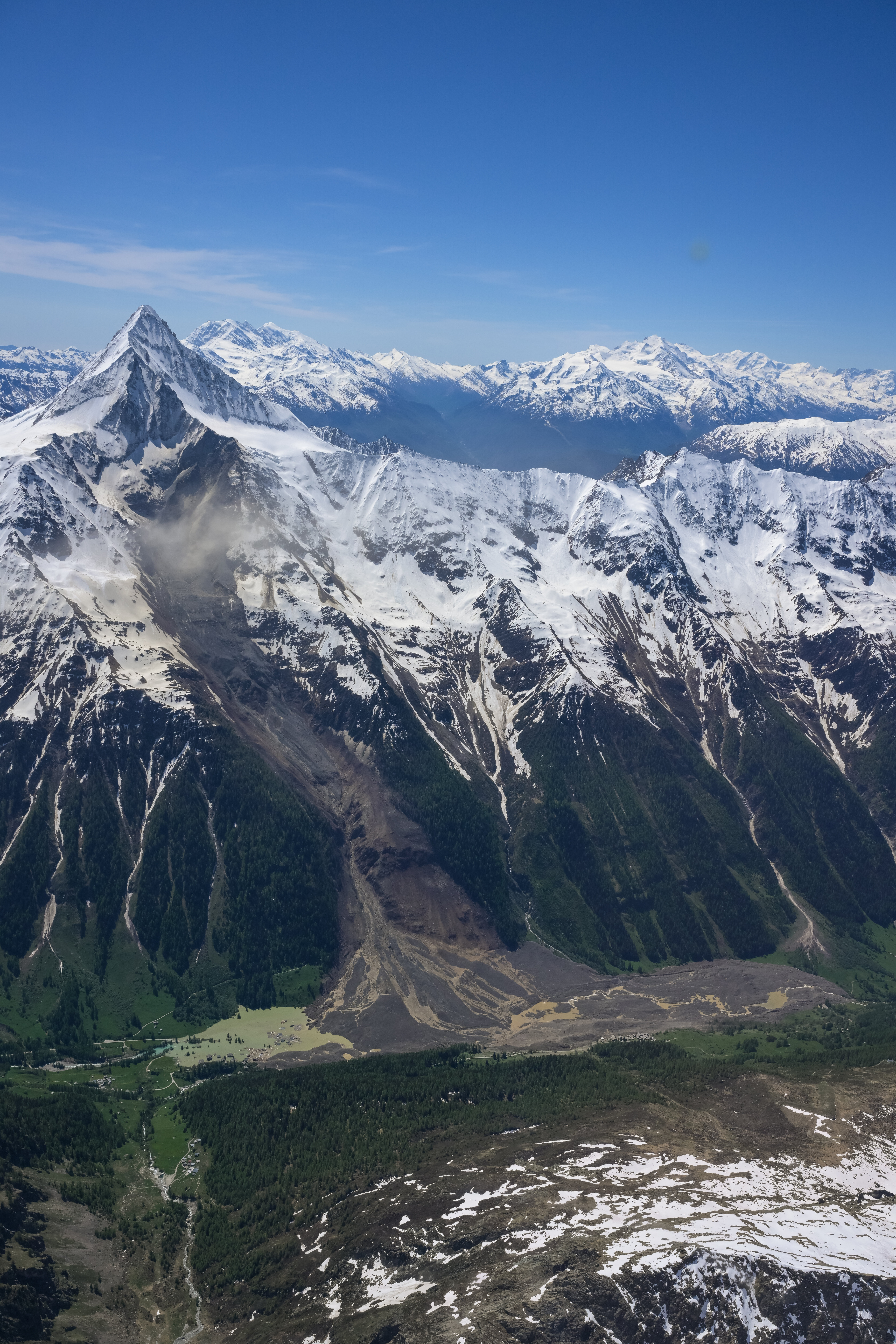
Foto aerea della frana.

Il 28 maggio 2025, alle 15:24 CEST, una frana causata dal crollo del ghiacciaio Birch ha sepolto il 90% del comune di Blatten, ricoprendo ampie parti del villaggio di ghiaccio, fango e rocce ostruendo il fiume Lonza che attraversava il territorio comunale; l’ostruzione ha provocato la formazione di un lago. Nei giorni precedenti, frane di dimensioni minori avevano portato all’evacuazione completa del comune.
Il crollo del ghiacciaio ha generato un segnale sismico assimilabile a un terremoto di magnitudo 3.1 della scala Richter.
In un primo momento si temeva che il lago formato dal fiume Lonza potesse tracimare a valle, ma il 30 maggio il corso d'acqua è riuscito a farsi largo tra i detriti e la situazione è tornata sotto controllo.

## Monumenti e luoghi d'interesse

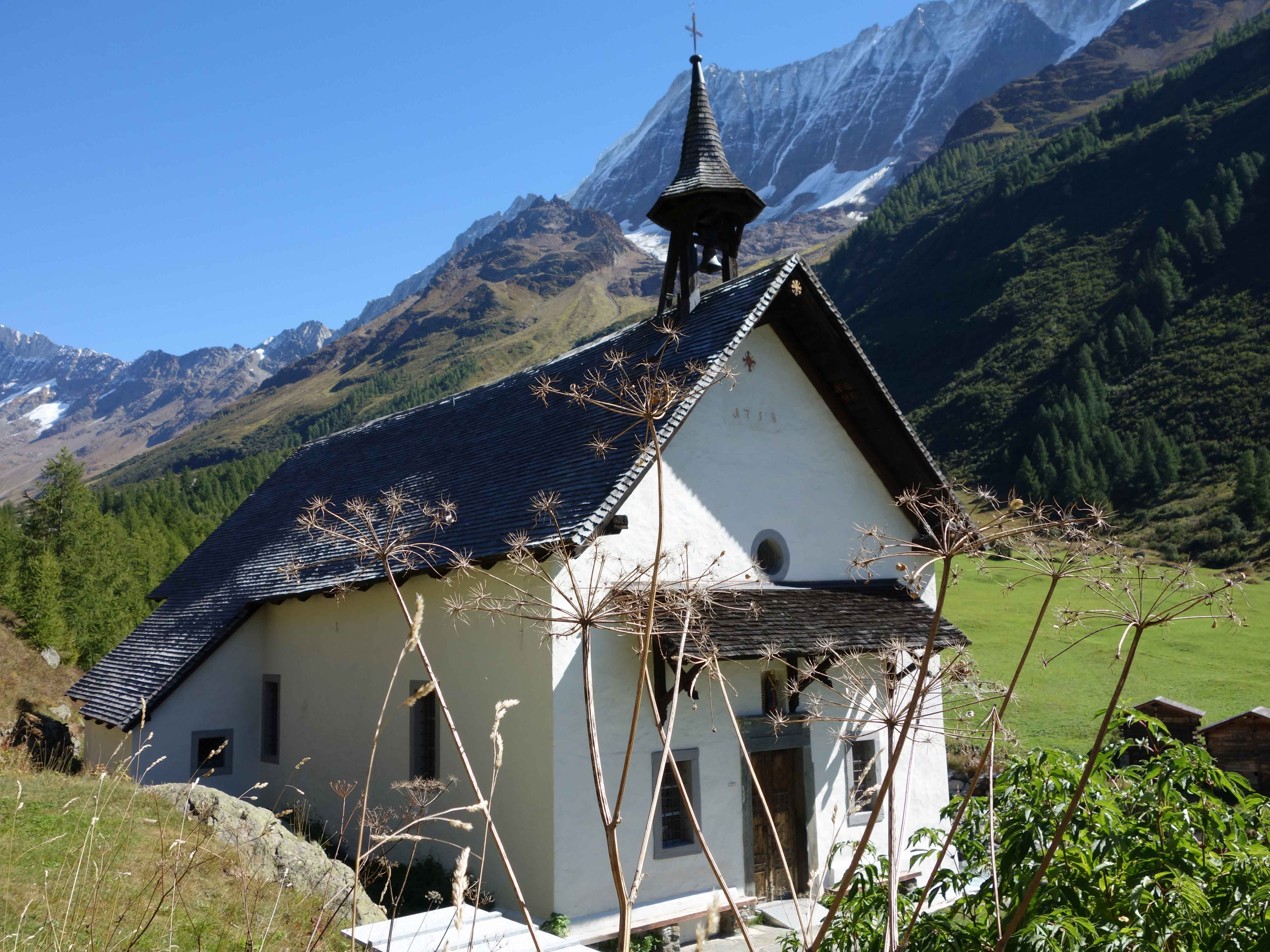
La cappella della Visitazione

- Chiesa parrocchiale cattolica, eretta nel 1985[1];
- Cappella della Visitazione in località Kühmatt, eretta nel 1654[1];
- Hollandiahütte.

## Società

### Evoluzione demografica
L'evoluzione demografica è riportata nella seguente tabella:
Abitanti censiti

## Amministrazione
Ogni famiglia originaria del luogo fa parte del cosiddetto comune patriziale e ha la responsabilità della manutenzione di ogni bene ricadente all'interno dei confini del comune.